# Leucoencefalopatia multifocal progressiva
Leucoencefalopatia multifocal progressiva (LMP) é uma doença neurológica rara e devastadora em áreas de desmielinização no sistema nervoso central, classicamente associada com profundas imunossupressões.
A LMP é uma doença desmielinizante grave, progressiva e fatal que se apresenta em estados imunocomprometidos. O tratamento tem como objectivo prolongar a sobrevivência destes doentes e, por conseguinte, é necessário identificar a PML o mais cedo possível no processo da doença. 
A LMP é causada pela reativação do vírus latente JC, pertencente ao gênero Polyomavirus (família Polyomaviridae). Estes vírus têm este nome porque todos produzem tumores em cérebro de hamsters, levando a morte de células produtoras de mielina, oligodendrócitos, tipicamente com um rápido desfecho fatal. A LMP se manifesta principalmente em estados imunossuprimidos, como linfoma, neoplasias malignas em órgãos sólidos, e órgãos transplantados derivados de infectados com SIDA, tornando-se definida como doença na década de 1980.
A LMP vem se mostrando como uma doença catastrófica na esclerose múltipla com terapia biológica (natalizumab) e reportadas em doenças reumáticas, com e sem agentes terapêuticos biológicos.
Com os atuais e futuros tratamentos que reprimem e manipulam o sistema imunológico, não há risco de graves infecções agudas e reativação de infecções latentes, como o vírus JC reativando e levando a PML. É fundamental, portanto, proceder com cautela quando a modificação das estratégias do sistema imunológico estão a ser avaliadas por medo de libertar doenças indesejáveis ou até mesmo fatais. Felizmente esta complicação continua a ser um evento raro.

## Introdução
A leucoencefalopatia multifocal progressiva (PML) é uma doença neurológica causada pelo vírus JC. A PML é uma doença desmielinizante que afecta preferencialmente o sistema nervoso central. Na maioria dos indivíduos, permanece uma infecção latente; no entanto, é particularmente virulenta em doentes com condições imunossupressoras, como a SIDA, receptores de transplantes de órgãos sólidos e de medula óssea, doenças malignas e doenças inflamatórias crónicas. Estes casos de PML são designados PML- IRIS. Certos anticorpos monoclonais, nomeadamente o natalizumab utilizado no tratamento da esclerose múltipla, também podem causar PML. Trata-se de um diferencial importante a ter em conta na avaliação dos sintomas neurológicos em doentes com estes factores de risco específicos.

## Etiologia
O vírus JC é um vírus de ADN da família polyomaviridae. O vírus permanece latente na maioria dos hospedeiros imunocompetentes e raramente se apresenta de forma patológica. No entanto, em hospedeiros imunossuprimidos, uma combinação de resposta celular deficiente do hospedeiro juntamente com a reactivação do vírus secundária à recombinação de genes resulta em doença activa. 
A leucoencefalopatia multifocal progressiva pode ocorrer no contexto da síndrome de reconstituição imunitária. Em doentes com SIDA sob terapêutica anti-retroviral que apresentem défices neurológicos focais ou alterações do estado mental, juntamente com lesões que não aumentam com contraste, deve ser considerado o diagnóstico de PML-IRIS. Esta doença pode apresentar-se entre 1 semana e 26 meses após o início da HAART.
Sabe-se que a PML ocorre após o tratamento com anticorpos monoclonais, especificamente natalizumab, rituximab, efalizumab e eculizumab. Estes medicamentos são utilizados para tratar doenças autoimunes como a esclerose múltipla, a doença de Crohn, a psoríase e o lúpus. Os médicos devem estar atentos ao aparecimento de novas disfunções neurológicas nos doentes que tomam estes medicamentos. O natalizumab, em particular, é recomendado como monoterapia para a EM, uma vez que a terapêutica imunossupressora combinada está associada a um risco acrescido de PML nestes doentes. Além disso, o aumento da frequência das infusões de natalizumab aumenta a probabilidade de ocorrência de PML.

## Epidemiologia
A maioria dos casos de leucoencefalopatia multifocal progressiva ocorre como uma reactivação da infecção latente pelo vírus JC. A PML é sintomática em doentes gravemente imunocomprometidos, como os doentes com VIH-SIDA, particularmente os que têm uma contagem de CD4 inferior a 200, os receptores de transplantes de órgãos, os doentes com neoplasias hematológicas e, ultimamente, os que são submetidos a tratamento com anticorpos monoclonais, como o natalizumab. Após o início da terapêutica antiretroviral, em contraste com o declínio esperado na incidência de PML, verificou-se um aumento e uma deterioração dos casos existentes secundários à reconstituição imunitária após o tratamento anti-retroviral.

## Fisiopatologia
O rearranjo das sequências genéticas no ADN dos vírus JC é essencial para a reactivação destas formas latentes, particularmente em estados imunocomprometidos. A resposta do hospedeiro desempenha um papel crucial na eliminação do vírus. Há uma intensa infiltração perivascular de células imunitárias, antigénios do VIH e proteínas virais, resultando em desmielinização. A resposta imune celular é um componente chave no mecanismo de defesa, particularmente os linfócitos T citotóxicos. Verificou-se que os linfócitos T citotóxicos estavam elevados em amostras de Líquido Cefalorraquídeo (LCR) de doentes que eliminaram o vírus, resultando em doença inactiva.
Devido a uma resposta celular deficiente em condições como a SIDA, estes doentes são mais propensos a esta doença desmielinizante. O foco da infecção latente começa nos oligodendrócitos do SNC e resulta numa infecção lítica após a reactivação que destrói a mielina que produz. Esta leucoencefalopatia desmielinizante grave apresenta-se normalmente como lesões da substância branca no SNC.

## Historial e exame físico
A avaliação de sintomas neurológicos de início recente num doente com imunossupressão suspeita ou confirmada deve incluir a leucoencefalopatia multifocal progressiva como parte do diagnóstico diferencial. Estes doentes podem apresentar um estado mental alterado ou um exame neurológico anormal e têm de ser avaliados. 
Nos doentes com SIDA, o grau de imunossupressão, evidenciado pela contagem de CD4, é um indicador da possível etiologia subjacente ao quadro neurológico anormal. A PML entra no diferencial quando a contagem de CD4 é inferior a 200. No entanto, pode apresentar-se mesmo com níveis superiores a 200.
Os défices neurológicos que se manifestam estão correlacionados com a área de desmielinização da substância branca. A apresentação da PML inclui défices neurológicos focais progressivos, multifocais e subagudos que variam consoante o local da lesão e incluem um espectro de apresentações, incluindo défice cognitivo, ataxia dos membros, ataxia da marcha, hemiparesia, hemianopsia e afasia. As áreas habitualmente envolvidas incluem a substância branca subcortical, as áreas periventriculares e os pedúnculos cerebelares. Na maioria dos casos, o nervo óptico e a medula espinhal não são afectados.

## Avaliação
As contagens sanguíneas de rotina e o teste PCR para o VIH estão indicados para identificar a causa do estado de imunossupressão que levou à reactivação do vírus JC. A avaliação de achados neurológicos anormais em doentes imunodeprimidos, como os doentes com SIDA, começa com a imagiologia radiológica. As imagens com contraste por Tomografia computarizada (TC) ou Ressonancia magnética (RM) ajudam o clínico a determinar a presença de alterações inflamatórias e de efeito de massa. Estes achados estão ausentes na PML e a sua presença apontaria para um diagnóstico alternativo, como a encefalite por toxoplasma ou o linfoma primário do SNC.
A PML aparece como lesões confluentes hipodensas numa TC sem efeito de massa, realce pelo contraste ou riscos de herniação. Numa RM, aparecem como áreas de sinal diminuído em imagens ponderadas em T1. A RM com contraste revela lesões hiperintensas em imagens ponderadas em T2, particularmente nas lesões subcorticais, áreas periventriculares e lesões limitadas ao cerebelo.
Na PML-IRIS, os doentes apresentam um agravamento do estado neurológico após o início da TARV, ou após a redução da terapêutica imunossupressora, seguem-se alterações inflamatórias que revelam realce pelo contraste, edema e efeito de massa nas imagens de RM.
O isolamento do ADN do JCV no LCR com PCR confirma o diagnóstico de PML. Na PML-IRIS, o ADN do JCV no LCR pode ser negativo devido a defesas competentes do sistema imunitário com capacidade para contrariar a replicação viral, de tal forma que se torna indetectável num ensaio viral.

## Tratamento
Actualmente, ainda não foi encontrado um tratamento eficaz para a cura completa da leucoencefalopatia multifocal progressiva. Embora tenham sido investigados fármacos como o cidofovir, a citarabina e a mefloquina, estes não demonstraram ser clinicamente benéficos no tratamento da PML.
Actualmente, o tratamento é orientado pelos esforços feitos para aumentar a resposta imunitária adaptativa, e os métodos para atingir este objectivo variam consoante o contexto clínico.
Nos doentes com VIH, é aconselhado o início imediato da HAART. Nos doentes transplantados, a utilização de múltiplas terapêuticas imunossupressoras pode ser limitada, ponderando os riscos de rejeição do enxerto. Na PML induzida pela utilização de natalizumab, tem sido aconselhada a interrupção da terapêutica e o recurso à terapia de troca de plasma como meio de tratamento.
Alguns estudos exploraram os benefícios de reforçar a resposta imunitária adaptativa utilizando vacinas de células dendríticas. As células dendríticas montadas com antigénios JC podem gerar uma resposta CD8 significativa, que demonstrou uma sobrevivência prolongada em doentes com PML. Estes estudos foram efectuados em três doentes com PML, pelo que continuam a ser necessários mais estudos com um grupo maior para justificar a utilização destes agentes. 
No que respeita ao tratamento da PML-IRIS, observou-se uma melhoria do estado neurológico com a interrupção da terapêutica antirretroviral. Alguns estudos mostraram resultados favoráveis com o tratamento com esteróides. No entanto, a interrupção da terapêutica anti-retroviral pode aumentar a carga viral e conduzir à resistência aos anti-retrovirais. A PML-IRIS comporta um risco significativo de efeito de massa e herniação, pelo que os glucocorticóides podem ser utilizados em caso de tais complicações para contrariar os danos causados pela reconstituição imunitária.

## Diagnóstico diferencial
Ao considerar os diferenciais para uma avaliação neurológica anormal num doente imunodeprimido, as possibilidades incluem encefalite por toxoplasma, linfoma primário do SNC, PML, encefalopatia por VIH e encefalite por CMV. Do ponto de vista clínico, a PML pode apresentar-se como défices neurológicos focais em parâmetros sensoriais, motores ou visuais. Por conseguinte, esta apresentação é semelhante à do Toxoplasma e do linfoma primário do SNC (PCNL) e requer uma diferenciação por meios radiológicos. Embora a apresentação imite a da PML, radiologicamente a PML é assimétrica, bem demarcada e não realça o contraste, sem efeito de massa, ao passo que tanto o Toxoplasma como a PCNL se apresentam como lesões que realçam o contraste. Para além disso, o exame do LCR no caso da PCNL pode apresentar resultados positivos para o vírus Epstein Barr.
As lesões que não aumentam o contraste são observadas na PML, na encefalite por CMV e na encefalopatia por VIH. Por conseguinte, estas condições têm de ser diferenciadas umas das outras.
A encefalopatia por VIH apresenta-se habitualmente como défices cognitivos e não mostra sinais de défices neurológicos focais. Além disso, a avaliação radiológica revela lesões simétricas e mal demarcadas. A encefalopatia por VIH também apresenta evidência de carga viral positiva do VIH no exame do LCR.
A encefalite por CMV é um diferencial a considerar. A sua apresentação imita a da PML, sendo observadas lesões com realce sem contraste na RM. No entanto, o aspecto radiológico é diferente do da PML. As imagens de RM revelam micronódulos difusos multifocais no córtex, gânglios basais, tronco cerebral e cerebelo.
A recorrência da esclerose múltipla em doentes sob terapêutica com natalizumab para a EM requer diferenciação da PML. Como ambas as doenças são processos desmielinizantes, os sinais e sintomas clínicos podem sobrepor-se e pode ser difícil distinguir entre as duas entidades patológicas. No entanto, a radiografia é nitidamente diferente e pode ser útil na identificação da PML induzida pelo natalizumab. As lesões da PML são maiores, hiperintensas e unifocais, em comparação com a natureza multifocal e hipointensa das lesões típicas da EM.

## Prognóstico
A PML é uma doença progressiva e fatal. Actualmente, o principal objectivo do tratamento é melhorar as hipóteses de sobrevivência. Os factores que melhoram as taxas de sobrevivência incluem uma carga viral baixa do vírus JC em amostras de PCR do LCR, contagem elevada de CD4 e realce de contraste em imagens radiológicas. Além disso, em doentes com SIDA, sabe-se que o início da terapêutica anti-retroviral melhora as taxas de sobrevivência. Uma resposta imunitária celular adaptativa robusta é um bom indicador de sobrevivência prolongada, tal como evidenciado pela presença de linfócitos CTL específicos da PML no soro de doentes que recuperaram da PML. Entre os receptores de transplantes que desenvolveram PML, verificou-se que os que foram submetidos a transplante de células estaminais hematopoiéticas tiveram melhores resultados, com taxas de mortalidade mais baixas e taxas de sobrevivência mais elevadas do que os doentes que foram submetidos a transplante de órgãos sólidos.
No que diz respeito aos doentes que desenvolvem PML induzida por natalizumab, foram observadas melhores taxas de sobrevivência em doentes com determinados factores de prognóstico, que incluem uma idade mais jovem, uma carga viral JC baixa, uma disfunção neurológica reduzida antes do início da terapêutica e uma massa aumentada nas imagens de contraste.
Nos doentes que desenvolvem PML-IRIS após a terapêutica anti-retroviral, a administração de esteróides e as imagens de RM com contraste foram bons indicadores de prognóstico para a sobrevivência.

## Complicações
A PML é uma doença grave, progressiva, multifocal e desmielinizante, sendo fatal na maioria dos casos. A terapia actual visa prolongar as taxas de sobrevivência. A remielinização não ocorre e os doentes podem desenvolver complicações a longo prazo. Estas complicações são principalmente neurológicas e incluem défice cognitivo, défices sensoriais, défices motores e perturbações da coordenação.

## Dissuasão e educação dos doentes
Os doentes e as suas famílias, conscientes do seu estado de imunocomprometimento, devem ser informados sobre os riscos da PML. Os doentes com SIDA, em particular, devem ser encorajados a aderir à terapêutica anti-retroviral, e as questões de incumprimento devem ser abordadas com o prestador de cuidados primários. No caso de sintomas neurológicos anormais, tais como alterações da cognição, da função motora ou sensorial, da marcha e da visão, os médicos devem ser alertados para a importância desses sintomas em conjunto com um historial de imunossupressão.

## Melhorar os resultados da equipa de cuidados de saúde
A leucoencefalopatia multifocal progressiva apresenta-se em doentes com um sistema imunitário suprimido.  Uma vez que se trata de uma doença fatal e que os regimes terapêuticos explorados até à data não se revelaram eficazes, é fundamental avaliar regularmente os doentes imunodeprimidos. Os prestadores de cuidados primários desempenham um papel crucial na avaliação de doentes com SIDA, doenças malignas, receptores de transplantes, doentes com esclerose múltipla ou doença de Crohn e na identificação de sinais e sintomas neurológicos anormais. Uma vez que os sintomas se apresentam de uma forma subaguda, prestar muita atenção à história e ao exame pode fornecer um diagnóstico numa fase inicial da doença.
Embora os regimes de tratamento continuem a ser estudados, verificou-se que a identificação precoce e o início da TARV em doentes com SIDA melhoram a sobrevivência. Alertar os neurologistas e os especialistas em doenças infecciosas para as preocupações do prestador de cuidados primários pode ser benéfico para determinar a melhor forma de tratamento. Nesta altura, os farmacêuticos, os enfermeiros e outros prestadores de cuidados de saúde contribuem para as decisões interprofissionais. Por conseguinte, a comunicação interdisciplinar é importante no tratamento de doentes com PML.